# مبنى محطة إطفاء بوبلتون
مبنى محطة إطفاء بوبلتون (بالإنجليزية: Poppleton Fire Station)‏ هي محطة إطفاء تاريخية تقع في بالتيمور في ميريلاند في الولايات المتحدة.
أسلوبها المعماري الأسلوب التيودوري الإحيائي ومبني بالطوب.
وأدرج في السجل الوطني للأماكن التاريخية عام 1983.